# Werner Bender
Werner Bender (28 de Outubro de 1916 - † 17 de Outubro de 1943) foi um comandante de U-Boot que serviu na Kriegsmarine durante a Segunda Guerra Mundial.